# PCAS
PCAS（[Palomar] Planet Crossing Asteroid Survey：[パローマ]惑星軌道横断小惑星サーベイ）は1973年にエレノア・ヘリンとユージン・シューメーカーによって始められた天文サーベイである。1995年6月に地球近傍小惑星追跡(Near Earth Asteroid Tracking :NEAT)が始まるまで、20年間に渡って、多くの地球近傍天体や、特異な軌道をもつ小惑星を含む数千個の小惑星を発見した。